# Michael Bella
Michael Bella (født 29. september 1945 i Duisburg, Tyskland) er en tidligere tysk fodboldspiller, der tilbragte hele sin aktive karriere, fra 1964 til 1978, som forsvarsspiller hos MSV Duisburg. Han nåede at spille 405 kampe og score 13 mål for klubben. 

## Landshold
Bella nåede at spille fire kampe for Vesttysklands landshold. Han var en del af den tyske trup der blev europamestre ved EM i 1972, men kom dog ikke på banen i turneringen.

## Titler
EM
- 1972 med Vesttyskland